# Medier
Le Medier ou Médier est un ruisseau français, affluent de la rive droite de la Garonne, qui coule en partie dans le département de Lot-et-Garonne et pour la plus grande part dans la région naturelle de l'Entre-deux-Mers située dans le département de la Gironde en région Aquitaine.

## Géographie
Localement nommé ruisseau des Combes, le Medier prend sa source en Gironde, sur la commune de Saint-Michel-de-Lapujade. Son cours, d'une longueur de 10,3 km, se dirige vers l'ouest puis vers le sud et à nouveau vers l'ouest, arrose les communes de Fosses-et-Baleyssac (33), Mongauzy (33), Meilhan-sur-Garonne (47), Jusix (47) et Lamothe-Landerron (33) où il reçoit, en rive gauche, les eaux du ruisseau du Loup (10 km). Il conflue avec la Garonne à la hauteur de Bourdelles (33). 

### Affluents
Le Service d'administration nationale des données et référentiels sur l'eau (SANDRE) et le Système d'Information sur l'Eau du Bassin Adour Garonne (SIEAG) ont répertorié 4 affluents et sous-affluents du Medier. 
| - Les affluents du Medier. |

Dans le tableau ci-dessous se trouvent : le nom de l'affluent ou sous-affluent, la longueur du cours d'eau, son code SANDRE, des liens vers les fiches SANDRE, SIEAG et vers une carte dynamique d'OpenStreetMap qui trace le cours d'eau.
| Le Medier | 3,9 km | O9160510 | « Fiche SANDRE » | Fiche SIEAG | OpenStreetMap |

| Ruisseau du Loup | 10,3 km | O9160540 | « Fiche SANDRE » | Fiche SIEAG | OpenStreetMap |
| Inconnu          | 1,9 km  | O9161000 | « Fiche SANDRE » | Fiche SIEAG | OpenStreetMap |
| Inconnu | 2,4 km | O9161010 | « Fiche SANDRE » | Fiche SIEAG | OpenStreetMap |
| Inconnu | 3,2 km | O9161020 | « Fiche SANDRE » | Fiche SIEAG | OpenStreetMap |